# HD220933
HD220933 — хімічно пекулярна зоря спектрального класу A0, що має видиму зоряну величину в смузі V приблизно 6,0.
Вона  розташована на відстані близько 366,9 світлових років від Сонця
й наближається до нас зі швидкістю близько 18км/сек.

## Фізичні характеристики
Зоря HD220933 обертається порівняно повільно навколо своєї осі. Проєкція її екваторіальної швидкості на промінь зору становить Vsin(i)= 33км/сек.

## Пекулярний хімічний склад
Зоряна атмосфера HD220933 має підвищений вміст Hg.